# Pasquale Poerio
Pasquale Francesco Poerio (Casabona, 1º ottobre 1921 – Catanzaro, 29 novembre 2002) è stato un sindacalista e politico italiano, già deputato e senatore della Repubblica Italiana.

## Biografia
Sindacalista e dirigente del PCI calabrese, Pasquale Poerio frequentò il liceo classico dopodiché si iscrisse alla facoltà di Lettere e Filosofia dell'Università degli Studi di Bari, ma non conseguì mai la laurea per dedicarsi a tempo pieno alla sua passione, la politica.
Si schierò a fianco dei contadini calabresi per strappare le terre incolte ai latifondisti e ridare dignità e sviluppo a livello sociale, culturale ed economico alla classe operaia e contadina. Fu presidente regionale dell'Alleanza Nazionale dei Contadini della Calabria. Dal 1955 al 1963 è segretario generale della Camera del Lavoro-CGIL di Catanzaro.
Nel 1963 fu eletto deputato e poi senatore nelle altre due legislature consecutive (V e VI) sempre tra le file del PCI. Fu dirigente del partito in Calabria e a Crotone, sindaco e consigliere comunale di Isola di Capo Rizzuto e sindaco di Casabona; ha militato poi nel PDS dopo lo scioglimento del PCI.
Morì a Catanzaro il 29 novembre 2002.